# سيتسوبون
سيتسوبون (باليابانية: 節分) هو يوم في اليابان يسبق بداية كل فصل. تعني الكلمة بشكل حرفي تقسيم الفصل، وهو عادة يشير بشكل أساسي إلى يوم سيتسوبون فصل الربيع، الذي يطلق عليه ريشُّوبون (立春) وهو يصادف في 2 أو 3 أو 4 فبراير من كل عام (في عام 2021 حدث في يوم 2 فبراير). وهو حدث شعبي تقليدي يمثل البداية الرسمية للربيع، وفقًا للتقويم القمري الياباني. يقام في جميع المعابد وأنحاء اليابان.
يُعد مهرجان سيتسوبون إنطلاقة تحول المواسم، وتشير الكلمة حسب التقويم الصيني إلى اليوم الذي يسبق بداية فصل الربيع (ريشّون)، وبداية فصل الصيف (ريكّا)، وبداية فصل الخريف (ريشّو)، وبداية فصل الشتاء (ريتّو). واليوم تشير الكلمة بنحو أساسي إلى اليوم الذي يسبق فصل الربيع (ريشّون) وهو يصادف 3 فبراير/شباط من كل عام، حيث يكون قد مضى سنة واحدة بتحول فصل الشتاء إلى فصل الربيع، ويعتبر السيتسوبون بمثابة ليلة نهاية السنة في التقويم القمري الياباني.
كان تاريخ هذا اليوم سابقًا تُقام فيه عدة طقوس الغرض منها هو تطهير ما بقي من شر العام السابق، ولطرد الشياطين التي تسبب المرض في العام المقبل، ولدرء خطر وشر الأرواح الشريرة [الإنجليزية] والعفاريت وإبعاد الفأل السيئ وما شاكل ذلك. وتُعرف هذه الطقوس باسم طقوس ماميماكي أو مامي ماكي والتي تعني «نثر فول الصويا».

## الأصول

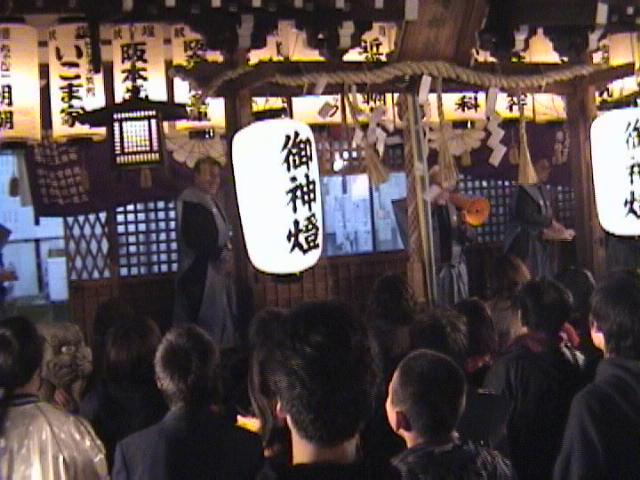
مهرجان سيتسوبون

تعود أصول مهرجان سيتسوبون إلى تسينا أو ديانة طرد الأرواح الشريرة الصينية الشعبية [الإنجليزية] (باليابانية: 追 儺)، وهي عادة صينية أُدخلت إلى اليابان في القرن الثامن. وعلى الرغم من ممارسته في الأصل كجزء من تقاليد الأسرة الفردية للتحضير للموسم الأول من العام الجديد، إلَّا أنَّه أصبح الآن يُقام في العديد من أضرحة الشنتو والمعابد البوذية ومجتمعات الغيشا.

## طقوس سيتسوبون
- ماميماكي هي أحد طقوس مهرجان سيتسوبون، حيث يقوم رب الأسرة برمي حبات فول الصويا المشوية التي تدعى إيرمامه (炒り豆) أمام باب المنزل أو على أفراد الأسرة لطرد روح أوني بينما يردد الآخرون «أوني وا صوتو، فوكو وا أوتشي» (鬼は外! 福は内!) والتي تعني (لتخرج الشياطين وليدخل الحظ السعيد).
- يؤكل في السيتسوبون عادة نوع من السوشي يسمى ماكي سوشي (巻き寿司).

## الاختلافات الإقليمية
في منطقة توهوكو في اليابان، كان رب الأسرة (الأب تقليديا) يأخذ الفول المحمص في يده، ويصلي في ضريح الأسرة، ثم ينثر الفول المقدس خارج الباب. يستخدم الفول السوداني (سواء كان نيئًا أو مغطى بمزيج حلو ومقرمش) في بعض الأحيان بدلاً من فول الصويا.
هناك العديد من الاختلافات في ترتيلة «أوني وا سوتو، فوكو وا أوتشي!» الشهيرة. على سبيل المثال، في مدينة أيزواكاماتسو، يهتف الناس بهذه الترتيلة أو التعويذة المختلفة قليلًا: «أوني نو ميداما بوتسوبوز!» والتي تعني: «أعمي عيون الشياطين!».

## وصلات خارجية
- Japan-guide – Setsubun
- Bean scatterer calculator نسخة محفوظة 30 أكتوبر 2016 على موقع واي باك مشين.
- Japanlinked – Setsubun
- Setsubun (Bean Throwing Festival)
- Miscellaneous Notes on Setsubun (in Japanese)